# Peter Waage
Pour les articles homonymes, voir Waage.
 (mai 2016).
Si vous disposez d'ouvrages ou d'articles de référence ou si vous connaissez des sites web de qualité traitant du thème abordé ici, merci de compléter l'article en donnant les références utiles à sa vérifiabilité et en les liant à la section « Notes et références ».
Peter Waage est un physicien et chimiste norvégien, né le 29 juin 1833 à Flekkefjord et mort le 13 janvier 1900 à Kristiania, aujourd'hui Oslo.

## Biographie
Ancien élève de l'école de la cathédrale de Bergen, il part étudier en France et en Allemagne la physique, la minéralogie et la chimie. 
Revenu en Norvège, il est l'initiateur des recherches communes sur les équilibres chimiques que Cato Guldberg et lui publièrent sous le titre d'études sur les affinités chimiques en 1864. 
Ensemble, ils énoncèrent en 1867 la première forme de la loi d'action de masse, appelée à devenir une loi fondamentale par l'action stimulante de Van 't Hoff dès 1887.